# الحديدة (يافع)

تعديل مصدري - تعديل

الحديدة هي إحدى قرى عزلة لبعوس بمديرية يافع التابعة لمحافظة لحج، بلغ تعداد سكانها 335 نسمة حسب تعداد اليمن لعام 2004.